# Mariengrotte (Assamstadt)

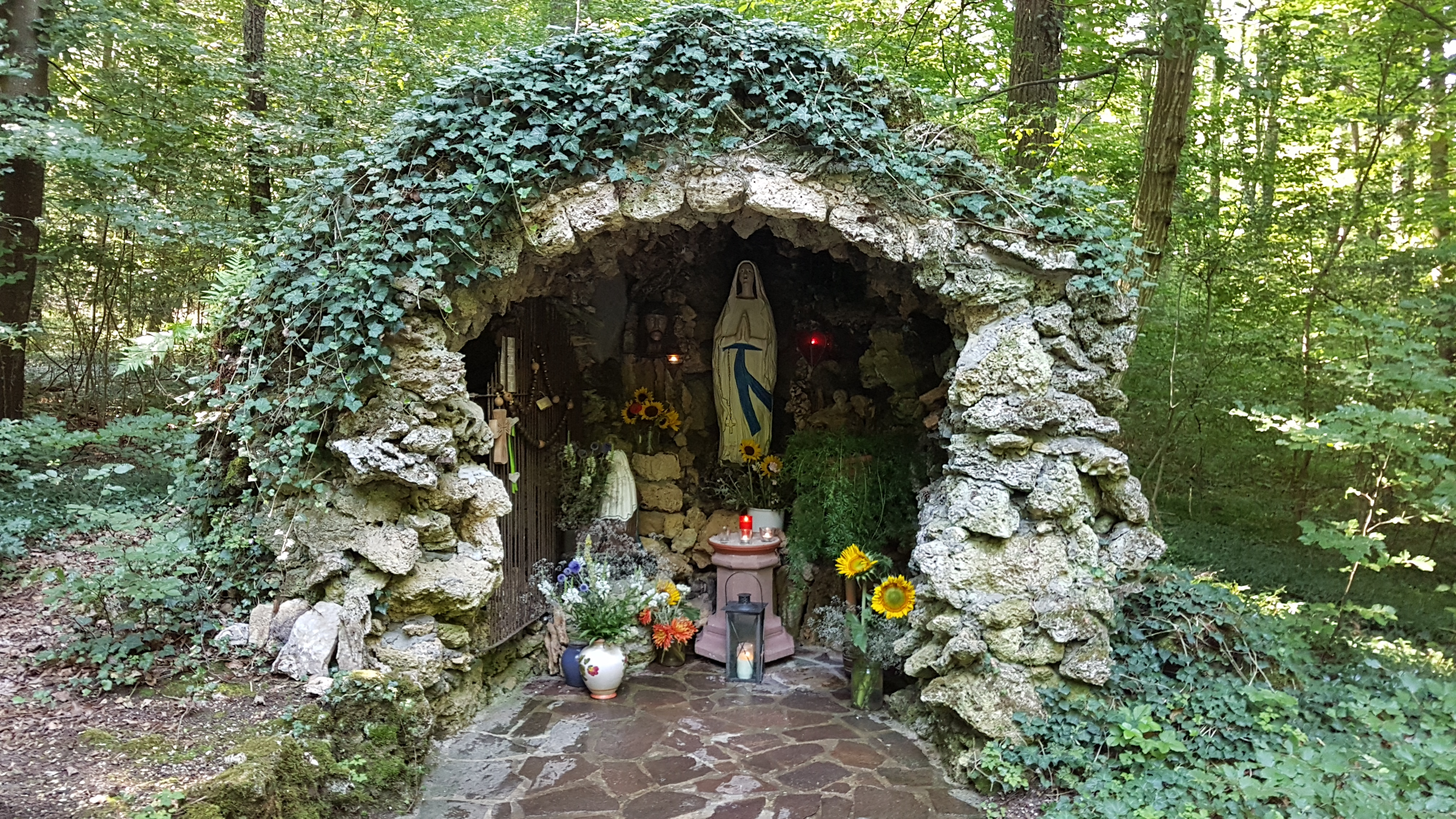
Die Mariengrotte in einem Wald südlich von Assamstadt (2017)

Die Mariengrotte (auch Lourdesgrotte genannt) in Assamstadt im Main-Tauber-Kreis wurde in einem Wald der Gemeinde errichtet. Die Mariengrotte liegt im Bereich der Seelsorgeeinheit Krautheim-Ravenstein-Assamstadt, die dem Dekanat Tauberbischofsheim des Erzbistums Freiburg zugeordnet ist. Die Mariengrotte ist ein Kulturdenkmal der Gemeinde Assamstadt und steht als sonstiges Denkmal unter Denkmalschutz.

## Lage

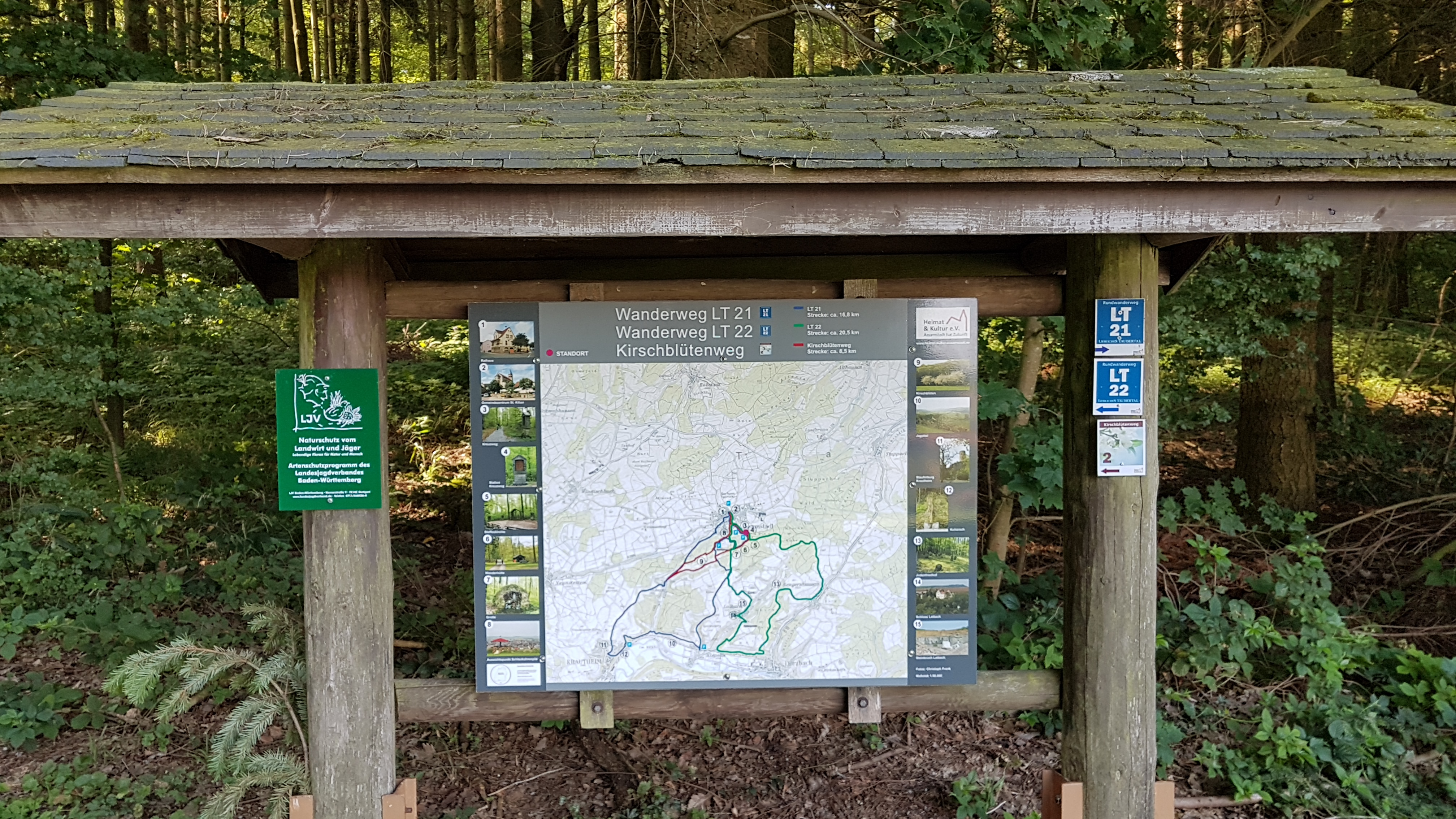
Die Lage der Mariengrotte an den Wanderwegen rund um Assamstadt

Die Mariengrotte befindet sich südlich von Assamstadt in einem Gemeindewald. Die von der Touristikgemeinschaft Liebliches Taubertal ausgewiesenen Wanderwege LT 21 und LT 22 sowie der Kirschblütenweg führen an der Mariengrotte vorbei.